# Потоки (Томашівський повіт)
Потоки (пол. Potoki) — село в Польщі, у гміні Любича-Королівська Томашівського повіту Люблінського воєводства.
Населення — 160 осіб (2011).
Розташоване на Закерзонні (в історичному Надсянні).
У 1975-1998 роках село належало до Замойського воєводства.

## Демографія
Демографічна структура станом на 31 березня 2011 року:
|          | Загалом | Допрацездатний вік | Працездатний вік | Постпрацездатний вік |
| -------- | ------- | ------------------ | ---------------- | -------------------- |
| Чоловіки | 80      | 23                 | 52               | 5                    |
| Жінки    | 80      | 20                 | 44               | 16                   |
| Разом    | 160     | 43                 | 96               | 21                   |